# Springer Opera House
Pour les articles homonymes, voir Springer.
La Springer Opera House est un opéra américain situé à Columbus, dans le comté de Muscogee, en Géorgie. Elle est inscrite au Registre national des lieux historiques depuis le 29 décembre 1970 et est classée National Historic Landmark depuis le 2 juin 1978.